# Helsinge Kommune
Helsinge Kommune i Frederiksborg Amt blev dannet ved kommunalreformen i 1970. Den var amtets største kommune i areal.
Ved strukturreformen i 2007 indgik Helsinge Kommune sammen med Græsted-Gilleleje Kommune i Gribskov Kommune, der omfatter det historiske Holbo Herred, dog uden Nødebo Sogn.

## Tidligere kommuner
Helsinge Kommune blev dannet ved sammenlægning af 3 sognekommuner:
| Kommune         | Folketal 1. januar 1970 | Byer                                                                            |
| --------------- | ----------------------- | ------------------------------------------------------------------------------- |
| Helsinge-Valby  | 4.643                   | Helsinge og Valby                                                               |
| Ramløse-Annisse | 3.012                   | Ramløse, Skærød (bydel i Helsinge), Annisse og Annisse Nord                     |
| Vejby-Tibirke   | 2.633                   | Holløse, Holløselund, en del af Rågeleje, Vejby, Vejby Strand, Ørby og Tisvilde |
| I alt           | 10.288                  |                                                                                 |

Hertil kom Mårum Sogn med byerne Kagerup og Mårum. Græsted-Mårum sognekommune med 3.865 indbyggere blev delt, og Græsted Sogn kom til Græsted-Gilleleje Kommune.

## Sogne
Helsinge Kommune bestod af følgende sogne, alle fra Holbo Herred:
- Annisse Sogn
- Helsinge Sogn
- Mårum Sogn
- Ramløse Sogn
- Tibirke Sogn
- Valby Sogn
- Vejby Sogn

## Valgresultater
| 6 | 2 | 4 | 6 | 1 |

| 18 |

| 5 | 2 | 3 | 1 | 1 | 6 | 3 |

| 19 |

| 5 | 1 | 3 | 1 | 2 | 5 | 2 | 2 |

| 15 | 6 |

| 4 | 1 | 3 | 1 | 3 | 7 | 2 |

| 16 | 5 |

| 5 | 3 | 2 | 1 | 10 |

| 15 | 6 |

| 5 | 1 | 1 | 1 | 8 | 1 |

| 14 | 3 |

| 3 | 2 | 1 | 8 | 1 |

| 11 | 4 |

| 3 | 1 | 3 | 6 | 2 |

| 9 | 6 |

| 3 | 1 | 5 | 1 | 7 |

| 10 | 7 |

## Borgmestre[2]
| Periode   | Navn               | Parti                   |
| --------- | ------------------ | ----------------------- |
| 1970-1978 | Christian Grønkjær | Venstre                 |
| 1978-1985 | Thor Pedersen      | Venstre                 |
| 1986-1997 | Claus Lange        | Venstre                 |
| 1998-2001 | Flemming Møller    | Socialistisk Folkeparti |
| 2001-2006 | Claus Lange        | Venstre                 |